# Монте-Карло (казино)
Казино Монте-Карло — комплекс заведений увеселительного характера, расположенный в Монако. Эклектичный ансамбль со зданием казино как центральным элементом. В первой половине дня Монте-Карло функционирует как туристический объект. С 14:00 — непосредственно как игорный дом.

## Традиции казино
Монте-Карло располагает в общей сложности 56 столами для техасского холдема, блэкджека, баккары, американской, европейской и электронной рулетки, костей (крэпса), игры «Тридцать и сорок» (фр. Trente et Quarante). 36 000 карточных колод хранятся в отдельном помещении при температуре 20 градусов по Цельсию.
Жителям Монако запрещено играть в Монте-Карло. В жизни горожан казино играет незначительную роль, являясь лишь одной из сфер деятельности Société des Bains de Mer — градообразующего предприятия Монако.
Для особо азартных в Монте-Карло действуют запреты и максимальные ставки на игру. Управляющие казино, наблюдая за поведением завсегдатаев, накладывают подобные ограничения на «крупных» игроков, которые, и проигрывая, не в силах остановиться. Порой игрок сам просит администрацию казино применить к нему жёсткие ограничительные меры.
В остальных случаях казино открыто для посещения. В первой половине дня — в качестве наблюдателя или туриста. В Атриум пускают даже детей. Чтобы попасть к игровым автоматам, необходимо документально подтвердить свой возраст. С двух часов дня начинают съезжаться игроки, и в Монте-Карло уже нельзя зайти на экскурсию. Несколькими часами позже открываются залы Тузе и Медсен — если есть, для кого. У игроков допуск в тот или иной зал зависит от суммы, которая будет разыграна.
Чем выше ставки — тем требовательнее дресс-код. В залах Тузе и Медсен мужчина обязан быть в костюме. В Монте-Карло дресс-код изначально существует как для сотрудников, так и для игроков.

## История основания
В середине XIX века княжескому дому Гримальди, правящей династии независимого (в политико-географическом смысле, так называемого «карликового») государства Монако, угрожало банкротство. Мятежная коммуна Ментон(а) и его часть (малый кантон), деревня Рокбрюн-виллаж, получили статус французской территории в 1848 году. Став независимыми от Монако, они отказались платить навязанный Гримальди налог на оливковое масло и фрукты. Каролина Жибер, супруга принца Флорестана I, подала идею привлечь иностранные финансовые влияния, построив казино «на водах». Она же предложила супругу назвать одну из областей Монако в честь сына.
Карл III соглашается и следует примеру герцога Фердинанда, преобразовавшего Бад-Хомбург в игорный центр Европы. 14 декабря 1856 года он открывает игорный дом в Villa Bellevu — визуально это примечательный особняк в квартале Кондамин. Его хозяевами становятся предприимчивые журналисты Леон Ланглуа и Альбер Обер. Однако неразвитая инфраструктура на участке Ницца — Монако препятствует притоку гостей, и в 1857 году казино приходится продать. Новым хозяином становится землевладелец из Мерты, г-н Дюваль, завсегдатай игорного дома Фраскати. Заодно ему достаётся земельный участок с оливковой рощей на плато над бухтой Спелюг. В следующем году там, на холме Спелюг, Карл закладывает первый камень будущего казино. И участок переходит в собственность следующего незадачливого инвестора. Мсье Ле Фебр первым делом налаживает пароходное сообщение Ницца — Монако. Пароход «Карл Третий» курсирует дважды в день. Начинается строительство казино, этому способствует дешевизна земли и рабочих рук в княжестве. Участок земли под отель Ле Фебр покупает на бартерных условиях — за столовый сервиз на двенадцать персон! Дела в княжестве идут очень плохо, и вложения не окупаются — хотя первую небольшую прибыль казино приносит владельцу в 1859 году. Ле Фебру приходится отойти от дел, не окончив строительство.
Ранее Каролина отправляет своего секретаря в Германию, затевает переписку с Франсуа Бланом. Апеллируя даже к здоровью и чаяниям мадам Блан и невзирая на упорные отказы, принцесса убеждает директора казино в Бад-Хомбурге осуществить подобный проект в Монако. В 1863 году владелец монополии на рулетку наконец соглашается помочь и подписывает «Статут Общества морских купаний и Кружка иностранцев». Обществу передаётся весь туристический бизнес в Монако, в том числе казино. Франсуа Блан выступает инвестором и получает концессию на эксплуатацию казино в течение пятидесяти лет с обязательством отчислять ежегодно десять процентов доходов в казну княжества Монако.
Как бы ни легла фишка — на чёрное или на красное — в выигрыше всегда будет Белый [Blanc].Франсуа Блан (François Blanc)
Франсуа Блан строит казино на старом месте, уделяя больше всего финансового внимания прессе (самым влиятельным её представителям) и местной инфраструктуре, путям сообщения с Монако.
Пустынный холм Делюг оживает, и в 1866 году принц переименовывает его в свою честь. Монте-Карло переводится как Гора Карла. За три года казино приносит небывалую прибыль, которая позволила отменить прямое налогообложение граждан Монако и обязательную военную службу.
Слава Монте-Карло распространяется по всей Европе. В 1869 году казино принимает в общей сложности 170 000 посетителей. В 1871 году в Германии запрещают азартные игры. Монте-Карло становится игорным дворцом Европы.
В 1878 году овдовевшая Мари Блан обращается к Шарлю Гарнье, проявившему себя при османизации Парижа, с предложением построить оперу Монте-Карло. А спроектировать новое здание казино ему помогает Жюль Лорен Дютро. Строительство длится 6 месяцев, в нём принимают участие 400 рабочих, в результате чего развлекательный комплекс приобретает знакомый нам облик.
Шарль Гарнье на тот момент известен как архитектор Гранд-Опера в Париже. Знаменательно, что и этот проект не обошёлся без участия Франсуа Блана. Он дал французскому правительству заём в пять миллионов золотых франков, которые позволили открыть театр Гранд-Опера в 1875 году. Таким образом, комплекс Монте-Карло стал вторым совместным проектом Шарля Гарнье и предпринимательской четы Блан. Новое здание казино было оформлено в том же роскошном стиле, что и парижская опера. Появился отель, не выходя из которого можно попасть в казино, и театр, своим фасадом обращённый к Средиземному морю.
Местные жители прозвали Оперу Монте-Карло залом Гарнье. Вместимость зала — всего 524 человека. Однако превосходная акустика позволила ему стать одним из самых известных театральных залов Европы.
Опера открылась 25 января 1879 года представлением, которое включало инструментальную музыку, балет, оперу и художественное чтение в исполнении актрисы Сары Бернар. На этой сцене также выступали Фёдор Шаляпин, Джеральдина Фарбар, Энрико Карузо, Клаудия Муцио, Лучано Паваротти, Жорж Тиль, Титта Руффо, Мэри Гарден.

## Архитектура
Для направления Боз-ар в архитектуре характерна симметрия, богатый декор и пышная отделка. В нём также допускается свободное варьирование элементов (например, лепных и полихромных, имитирующих золото). Стилевое стремление к детализации выражается в использовании фресок, витражей, мозаичных панелей. В интерьере используется слоновая кость, мрамор, тяжёлые ковры. В эстетике боз-ар было создано в 1879 году современное Монте-Карло. Фасад зданий украшают башенки, колонны, скульптуры. Светское убранство залов дополняют художественные вставки: бронзовые светильники, хрустальные люстры, прикладная живопись. Они проставляют акценты в игорном пространстве, являются не ключевой стилистической особенностью, а изюминкой Монте-Карло. Этот роскошный ансамбль из нескольких зданий сравним с музейным пространством. Монте-Карло — это памятник французской архитектуры конца XIX века.

## Залы
Первое помещение казино — Атриум, по центру которого — напротив входа — в 2009 году выставлена бронзовая статуя богини удачи, составляющая единый скульптурный ансамбль с садово-парковым убранством Монако. Фортуна, чьи глаза закрыты повязкой, держит двумя руками наполненный золотыми монетами рог изобилия. Правее располагаются гостевая зона и бар. Левая часть Атриума примыкает к игровым залам. Играют там с 14:00, а в первой половине дня казино функционирует в туристическом режиме.
Атриум — это просторное, вечно людное помещение, где 28 каменных колон, покрытые мраморной штукатуркой, поддерживают галерею, украшенную бронзовыми канделябрами.
- Салон Европы. Европейская и английская рулетка, 30/40, пунто банко. Здесь же находится бар в духе Джеймса Бонда[7] и небольшое камерное помещение, где можно насладиться фортепианной музыкой.
- Белый зал. Украшен по периметру свисающими с потолка барочными светильниками. Их держат огромные лепные кариатиды. Дальнюю от входа стену украшает фреска Анри Жерве «Флорентийские грации». Предположительно это портреты красавиц Belle Epoque: танцовщицы Клео де Мерод и куртизанок Лианы де Пужи и Каролины Отеро. По правую руку находится бар и выход на Белую террасу.
- Зал Двух Америк. Американская рулетка, крэпс, блэкджек. Архитектор — Шарль Гарнье. Дата постройки — 1881 год.
- Приватные салоны для игроков, чьи ставки особенно высоки.[8] Баккара, европейская рулетка, блэкджек, пунто банко, 30/40. Открываются в 16:00. Соединены подземными переходом с Hotel de Paris.
  - Зал Медсан.[9]
  - Зал Тузе.[10] Состоит из двух помещений: Северного и Южного (фр. Salle Touzet Nord, Salle Touzet Sud). Аллегорические сцены на витражах изображают четыре сезона, а также «утро», «вечер», «богатство», «любовь и безумие».
  - Английский салон.

## Место действия — Монте-Карло
В русской литературе:
- Александр Иванович Куприн «Система»
- Антон Павлович Чехов «Супруга»
- Валентин Пикуль «Каторга»

В кинематографе:
- «Никогда не говори „никогда“», «Золотой глаз», «Казино Рояль» (из бондианы)
- «Двенадцать друзей Оушена».

В 1949 году выходит статья Улама и Метрополиса «Метод Монте-Карло» о выявлении вероятностных характеристик случайных процессов. Из автобиографии:
Идея, названная впоследствии методом Монте-Карло, возникла у меня, когда во время своей болезни я играл в пасьянс… На мой взгляд само название — Монте-Карло — весьма способствовало популяризации этой процедуры. А названа она была так из-за присутствия в ней своеобразного элемента везения — получения случайных чисел, с которыми играют в соответствующие игры.Станислав Улам, Приключения математика

## Известные посетители
Принц Уэльский Чарльз, будущий король Эдуард VII, герцог Де Грамон, Александр Дюма, барон Ротшильд, Жак Оффенбах, барон Осман, принц Наполеон, турецкий генерал Мустафа Паша, немецкий кайзер Вильгельм II, Уинстон Черчилль, король Саудовской Аравии Фахд, Сара Бернар.